# Леушинське сільське поселення
Леуши́нське сільське поселення (рос. Леушинское сельское поселение) — сільське поселення у складі Кондінського району Ханти-Мансійського автономного округу Тюменської області Росії.
Адміністративний центр — село Леуші.
Населення сільського поселення становить 2468 осіб (2017; 2896 у 2010, 3200 у 2002).
Станом на 2002 рік існували Леушинська сільська рада (село Леуші, селища Лиственничний, Леушинка) та Ягоднинська сільська рада (селища Дальній, Совлінський, Ягодний).

## Склад
До складу сільського поселення входять:
| Населений пункт       | Населення, осіб (2002) | Населення, осіб (2010) |
| --------------------- | ---------------------- | ---------------------- |
| Дальній, селище       | 220                    | 158                    |
| Леушинка, селище      | 5                      | -                      |
| Леуші, село           | 1298                   | 1197                   |
| Лиственничний, селище | 840                    | 831                    |
| Совлінський, селище   | 6                      | -                      |
| Ягодний, селище       | 831                    | 710                    |